# برگوتزو
برگوتزو (به ایتالیایی: Breguzzo) یک کومونه در ایتالیا است که در ترنتینو واقع شده‌است.

## خصوصیات
برگوتزو ۳۵٫۱ کیلومترمربع مساحت و ۵۸۰ نفر جمعیت دارد.